# Moyne Shire
Koordinaten: 38° 22′ S, 142° 14′ O

Moyne Shire ist ein lokales Verwaltungsgebiet (LGA) im australischen Bundesstaat Victoria. Das Gebiet ist 5481,7 km² groß und hat etwa 16.500 Einwohner.
Moyne liegt an der Südküste Victorias etwa 290 km westlich der Hauptstadt Melbourne und umschließt die LGA der Küstenstadt Warrnambool. Folgende Ortschaften liegen im Shire: Macarthur, Hawkesdale, Orford, Woolsthorpe, Winslow, Codrington, Yambuk, Chatsworth, Woorndoo, Caramut, Hexham, Mortlake, Ellerslie, Port Fairy, Koroit, Killarney, Illowa, Framlingham, Panmure, Nullawarre und Peterborough. Der Sitz des City Councils befindet sich in der Küstenstadt Port Fairy mit etwa 3000 Einwohnern.
Das Gebiet lebt vor allem von Landwirtschaft und Fischfang. Port Fairy, früher eine Hochburg des Wal- und Robbenfangs, hat auch heute noch eine große Fischfangflotte. Wolle und Lammfleisch gehören zu den wichtigsten landwirtschaftlichen Produkten des Shires. In Koroit befindet sich zudem der größte Milch verarbeitende Betrieb Australiens bezogen auf die Milchmenge und das Einzugsgebiet reicht über das westliche Victoria hinaus bis in den Nachbarstaat South Australia.
Die Gegend um den Vulkanhügel Tower Hill in der Nähe der zweitgrößten Ortschaft Koroit wurde 1892 zum ersten Nationalpark Victorias erklärt. Touristische Attraktion ist die Südküste, die Teil der Shipwreck Coast ist. Zahlreiche Schiffe zerschellten im 19. und frühen 20. Jahrhundert an den schroffen Küstenfelsen. In Port Fairy beginnt der Historic Shipwreck Trail.

## Verwaltung
Der Moyne Shire Council hat zehn Mitglieder, die von den Bewohnern der fünf Ridings gewählt werden. Jeder der fünf Bezirke Eumeralla-Hawkesdale, Mortlake, Koroit, Port Fairy und Hopkins-Childers stellt zwei Councillor. Aus dem Kreis der Councillor rekrutiert sich auch der Mayor (Bürgermeister) des Councils.